# Späte akustisch evozierte Potentiale
Späte akustisch evozierte Potentiale (SAEP) sind eine Untergruppe der akustisch evozierten Potentiale und haben ihre Quelle in der Hirnrinde (Cortex), daher auch Cortical evoked response audiometry, CERA genannt. Die Wellenbezeichnungen lauten P1, N1, P2, N2 (Laufzeit 50 ms – 300 ms).

## Einsatzgebiete
Sie werden klinisch eingesetzt, um die Funktion der gesamten Hörbahn vom Ohr bis zur Hirnrinde zu untersuchen. Da sie auch frequenzspezifisch messbar sind, könnte damit auch ohne aktive Mitarbeit des Probanden eine Art Audiogramm erstellt werden, was jedoch durch die lange Laufzeit der Potentiale und die Messwiederholungen zur Mittelung ("Averaging") recht lange dauert. Im Gegensatz zu den FAEP können die SAEP nicht in Sedierung oder Narkose abgeleitet werden. Die Probanden müssen eine gute Vigilanz aufweisen, jedoch keine zu hohe Hirnaktivität, die das EEG verändert. Zur kontrollierten Vigilanzerhaltung wird z. B. das Lesen einfacher Lektüre oder Ansehen von einfach strukturierten Videos verwendet.
Die SAEP-Wellen können nicht einem bestimmten Ursprungsort zugeordnet werden.